# Ruschia altigena
Ruschia altigena är en isörtsväxtart som först beskrevs av L. Bol., och fick sitt nu gällande namn av L. Bol. Ruschia altigena ingår i släktet Ruschia och familjen isörtsväxter. Inga underarter finns listade i Catalogue of Life.